# Živo blato (sastav)
Živo blato je hrvatski heavy metal sastav. Osnovao ga je hrvatski glazbenik Siniša Vuco 1997. godine u Splitu. Iako su izdali samo jedan studijski album, već su nakon nekoliko koncerata stekli veliku popularnost. Povremeno nastupaju uživo u Hrvatskoj. Prvi koncert su odsvirali 2000. godine u središtu Splita u bivšem klubu Priuli.
Za potrebe sastava Vuco je uzeo pseudonim general Vasilij Mitu. Ostalim članovima Živog blata također je podijelio umjetnička imena. Pseudonim 'general Vasilij Mitu' Vuco je obrazložio riječima: „kako je u Hrvatskoj par godina bilo u trendu da nehrvati mijenjaju imena u hrvatska, tako sam ja odlučio uzeti rusko ime i rumunjsko prezime, titula generala je tu da se pokaže vojni ustroj koji vlada na probama Živog blata.“
Album "Tales From the Balkans" koji se pripisuje Živom Blatu, nikada službeno nije izdan. Radi se o Vucinom neuspjelom pokušaju izlaska na stranu scenu s heavy metal skladbama, spojenih sa zvucima harmonike. Devedesetih je postojao američki posthardcore sastav pod imenom Quicksand, koji se ne može dovesti u vezu s američkim projektom Siniše Vuce, početkom novog tisućljeća. 
Album je dostupan samo kao demosnimka na kojoj se između ostalih nalazi i pjesma "Love and Drinking", obrada na engleskom poznate Vucine pjesme "Volim piti i ljubiti".
Iako imaju objavljen samo jedan album, na koncertima izvode i nove pjesme koje za sada nisu objavljene. Premda je Vuco na zagrebačkom koncertu održanom 16. travnja 2010., najavio izlazak novog albuma Živog Blata u navedenoj godini,
album nije izišao. Ime albuma je trebalo biti "Podno Kozjaka".
Živo blato je 21. kolovoza 2011. nastupilo na Neumskom Etnofestu, s duhovitom dalmatinskom akustičnom šansonom pod nazivom »Mornarska«.
Godine 2011. u sastav dolaze i dvije pjevačice umjetničkog imena Nazifa Gljiva i Trudna Tableta. General Vasilij Mitu je za početak 2012. još jednom najavio izlazak novog albuma sa stotinjak skladbi koji bi se trebao zvati "Kad program završi".
Nova postava Živog blata snimila je video spot za pjesmu "Otet ću te njemu". Nazifa Gljiva je tom prilikom izjavila:
"Pjesmu smo snimili prije nekoliko mjeseci u splitskom studiju “Tetrapak”, a koncem ožujka ulazimo u jedan od zagrebačkih studija u kojemu nastavljamo snimanje preko stotinu pjesama. Objavit ćemo ih, na šest, sedam CD-a, u izdanju “Croatia Recordsa”. Bit će preko devet sati svirke."
Dana 13. rujna 2012. objavljen je album Live in Zagreb 2012.

## Članovi
- General Vasilij Mitu (gitara, vokal, klavir, glazba, tekstovi)
- Veseli Sir (bubnjevi)
- Gospodin Mr. Rabbit (bas-gitara)
- Nazifa Gljiva (vokal)
- Trudna Tableta (vokal)

## Diskografija
Studijski albumi
- Konac konca – 2000.

Albumi uživo
- Live in Zagreb 2012. - 2012.